# Daniel (Kuzniecow)
Daniel, imię świeckie Siemion Olegowicz Kuzniecow (ur. 16 lutego 1980 w Czernej Chołunicy) – rosyjski biskup prawosławny. 

## Życiorys
Pochodzi z rodziny robotniczej. W 2001 ukończył seminarium duchowne w Saratowie. W roku ukończenia nauki, 12 lipca, przyjął święcenia diakońskie z rąk arcybiskupa saratowskiego i wolskiego Aleksandra. Służył jako diakon w cerkwi Ikony Matki Bożej „Ukój Mój Smutek” w Saratowie oraz jako asystent rektora ds. wychowawczych w seminarium w Saratowie. 2 sierpnia 2001 arcybiskup saratowski Aleksander wyświęcił go na kapłana i skierował do pracy w soborze Zstąpienia Ducha Świętego w Saratowie. W kwietniu 2002 przeszedł do służby duszpasterskiej w eparchii wiackiej, w parafii św. Aleksandra Newskiego w Omutnińsku. W lutym 2005 został jej proboszczem, a w lipcu – dziekanem dekanatu omutnińskiego. Od kwietnia 2006 do czerwca 2009 był proboszczem parafii przy soborze Trójcy Świętej w Omutnińsku.
20 kwietnia 2008 złożył wieczyste śluby mnisze w Tryfonowskim Monasterze Zaśnięcia Matki Bożej w Kirowie przed jego namiestnikiem, igumenem Hiobem, przyjmując imię Daniel na cześć św. Daniela Perejasławskiego. Od czerwca 2009 do 2012 służył w katedralnym soborze Zaśnięcia Matki Bożej w Kirowie (część kompleksu Monasteru Tryfonowskiego). W 2009 rozpoczął studia w Moskiewskiej Akademii Duchownej. Od października 2009 do marca 2010 był prorektorem szkoły duchownej w Kirowie, do sierpnia 2011 był jej rektorem, a do 2012 – prorektorem ds. wychowawczych i gospodarczych. W 2010 otrzymał godność igumena.
4 października 2012 otrzymał nominację na biskupa urżumskiego, pierwszego ordynariusza nowo powołanej eparchii. W związku z tym otrzymał w tym samym miesiącu godność archimandryty. Jego chirotonia biskupia odbyła się 23 grudnia 2012 w soborze Chrystusa Zbawiciela w Królewcu z udziałem konsekratorów: patriarchy moskiewskiego i całej Rusi Cyryla, metropolitów sarańskiego i mordowskiego Warsonofiusza, wiackiego i słobodzkiego Marka, biskupów bałtijskiego Serafina, sołniecznogorskiego Sergiusza oraz jarańskiego i łuskiego Paisjusza. W 2014 został przeniesiony na katedrę biszkecką i kirgiską.
W 2022 r. został przeniesiony do eparchii wiackiej jako jej biskup pomocniczy z tytułem biskupa oriczewskiego.